# I.Q. – Liebe ist relativ
I.Q. – Liebe ist relativ (Originaltitel: I.Q.) ist eine US-amerikanische romantische Filmkomödie aus dem Jahr 1994 mit Walter Matthau, der als Albert Einstein seine Nichte, gespielt von Meg Ryan, mit einem Automechaniker verkuppeln will.

## Handlung
Die Mathematikerin Catherine Boyd ist mit ihrem Verlobten James Morland mitten in den Hochzeitsvorbereitungen, als ihr der Automechaniker Ed Walters über den Weg läuft. Ed, ein ungebildeter, aber intelligenter Mann, verliebt sich Hals über Kopf in Catherine. In Catherines Onkel Albert Einstein findet er einen Verbündeten, der die auf Vernunftebene stattfindende Beziehung seiner Nichte zu James durchschaut und ihr helfen will, Ed als den Mann ihres Herzens zu akzeptieren.
Einstein hilft Ed daher, sich als Wissenschaftler auszugeben, damit Catherine sich selbst überhaupt gestattet, sich ihre Gefühle einzugestehen. Ed darf zu diesem Zweck eine spektakuläre unveröffentlichte Theorie Einsteins zur Kernfusion als eigene publik machen und wird so zu einer Berühmtheit. Catherine verliebt sich in Ed und trennt sich von James, der sich bemüht, seinen Rivalen als Hochstapler zu entlarven, was aber Einstein und seine Freunde zunächst verhindern. Schließlich findet Catherine einen mathematischen Beweis, der die Theorie widerlegt – was ihrem Onkel nie gelang. Dies stärkt ihr Selbstbewusstsein; doch zugleich ist sie verletzt, weil sie sich von Ed betrogen fühlt.
Als James, der unterdessen erfahren hat, dass die Theorie von Einstein stammt, diesen und Ed öffentlich vorführen will, kann Einstein die Öffentlichkeit davon überzeugen, dass es sich um einen Trick gehandelt habe, um die Sowjetunion der Schwindelei zu überführen.
Am Ende werden Ed und Catherine endgültig ein Paar.

## Kritiken
„Eine amüsante, durchgehend gut gespielte romantische Komödie. Zwar werden Situationen und Scherze auf Dauer allzuoft wiederholt, so daß sich bisweilen Leerlauf einstellt, doch die entspannt-unverkrampfte Atmosphäre des Films überdeckt auf sympathische Weise so manche Untiefe.“